# Борково (Владимирская область)
Борково — упразднённая деревня в Александровском районе Владимирской области России.

## География
Урочище находится в северо-западной части области, в зоне хвойно-широколиственных лесов, к югу от автодороги 17Н-122, на расстоянии примерно 13 километров (по прямой) к юго-востоку от города Александрова, административного центра района.

### Климат
Климат характеризуется как умеренно континентальный, с умеренно тёплым летом, холодной зимой, короткой весной и облачной, часто дождливой осенью. Среднегодовая температура воздуха — +3,4 °C. Годовое количество атмосферных осадков — 549 миллиметров, из которых большая часть выпадает в тёплый период.

## История
В «Списке населенных мест Владимирской губернии по сведениям 1859 года» упомянут населённый пункт как государственная деревня Александровского уезда, расположенная по правую сторону от просёлочного тракта из Александрова в Юрьев, при колодцах, расположенная в 8 верстах от уездного города. В деревне насчитывалось 15 дворов и проживало 46 человек (19 мужчин и 27 женщин). Также упомянуто близлежащее владельческое село Борково с одним двором и шестью жителями.
По состоянию на 1905 год, в Боркове имелось 7 дворов и проживало 78 человек. В административном отношении деревня входила в состав Андреевской волости.
В советское время входила в состав Бакинского сельсовета Александровского района (в период с 1941 до 1965 годы — в составе Струнинского района). Упразднена решением облисполкома № 1086 от 22 сентября 1965 года как фактически не существующая.